# Greenhouse Development Rights
Die Greenhouse Development Rights (GDRs) sind ein Konzept im Rahmen der Klimagerechtigkeit, durch das sichergestellt werden soll, dass der Klimawandel auf eine Art und Weise bekämpft wird, die für alle Länder und Menschen gleichermaßen gerecht ist. Konkret geht es darum zu ermitteln, welche Anteile verschiedene Länder an den Kosten für die erforderliche Klimaanpassung zu tragen haben. Abgeleitet ist dieses Konzept u. a. von Empfehlungen in der Klimarahmenkonvention der Vereinten Nationen, in der es in Artikel 3.1 heißt:

„Die Vertragsparteien sollen auf der Grundlage der Gerechtigkeit und entsprechend ihren gemeinsamen, aber unterschiedlichen Verantwortlichkeiten und ihren jeweiligen Fähigkeiten das Klimasystem zum Wohl heutiger und künftiger Generationen schützen.“

## Geschichte
Entwickelt wurde der Ansatz der Greenhouse Development Rights von Paul Baer und Tom Athanasiou von EcoEquity sowie von Sivan Kartha und Eric Kemp-Benedict vom Stockholm Environment Institute. In Deutschland wurde dieser Ansatz vor allem von der grünnahen Heinrich-Böll-Stiftung aufgegriffen und verbreitet.
Das Konzept der GDRs baut dabei auf frühere Überlegungen zur Klimagerechtigkeit auf, im Besonderen auf die Argumente, die Anil Agarwal und Sunita Narain 1991 in "Global Warming in an Unequal World: A Case of Environmental Colonialism" vorgetragen hatten. Die Autoren des GDR-Konzepts hielten den von Agarwal und Narain verfolgten Ansatz, Emissionsrechte pro Person zu bestimmen, für untauglich und entwickelten ihren Gegenvorschlag, der stattdessen die Verantwortung und die Möglichkeiten eines Landes zugrunde legt.
Die erste Auflage ihres Buchs wurde im Jahr 2007 von der Heinrich-Böll-Stiftung veröffentlicht und das Konzept auf der UN-Klimakonferenz auf Bali 2007 vorgestellt. Eine zweite Auflage erschien zur UN-Klimakonferenz in Posen 2008. Das Konzept wird nach wie vor weiterentwickelt. Aktuelle Informationen finden sich auf der Homepage des Projekts.

## Das Konzept
Entscheidend an den Greenhouse Development Rights ist, dass Klimaschutz und wirtschaftliches Wohlergehen als zwei Seiten einer Medaille verstanden werden. Das übergreifende Ziel der GDRs ist Entwicklungsgerechtigkeit bei gleichzeitiger Klimaanpassung. Die GDRs gehen davon aus, dass es ohne das erklärte Recht aller Menschen, in Würde zu leben und frei von Armut, nicht möglich sein wird, den Klimawandel zu stoppen.
Die Greenhouse Development Rights leiten die Verpflichtungen eines Landes, etwas gegen den Klimawandel zu tun, von zwei Faktoren ab, nämlich einerseits den historischen Klimaschulden eines Landes, d. h. dem Maß seiner Verantwortung für den Klimawandel, und andererseits von seiner Handlungsfähigkeit, d. h. von den tatsächlichen Möglichkeiten eines Landes, gegen den Klimawandel aktiv vorzugehen. Die Verbindung dieser beiden Faktoren soll dazu dienen, dass für Länder, die historisch, wirtschaftlich, geografisch und sozial ganz unterschiedlich sind, dennoch konkrete Anstrengungen gegen den Klimawandel definiert werden können, die miteinander vergleichbar sind.

### Verantwortung und Möglichkeiten
Auf Grundlage einer zu bestimmenden „Entwicklungsschwelle“, der historischen Emissionen eines Landes sowie der Einkommensverteilung können sowohl die Verantwortung wie auch die Möglichkeiten eines Landes berechnet werden.
- Die Entwicklungsschwelle entspricht nicht etwa der Armutsgrenze, sondern wird von den Autoren in der Regel etwa 25 Prozent darüber angesetzt, d. h. bei ungefähr 20 US-Dollar pro Tag und Person.[7]
- Die Verantwortung eines Landes wird definiert über den Anteil, den es am Klimawandel hatte, wobei aktuell die Emissionen seit 1990 zugrunde gelegt werden. Diese Jahreszahl ist jedoch kein fixer Bestandteil des GDR-Konzepts, sondern kann Gegenstand von Verhandlungen sein.
- Die Möglichkeiten eines Landes schließlich wird definiert als derjenige Teil des Volkseinkommens, der nicht aufgewendet werden muss, um die Notwendigkeiten des täglichen Lebens zu bestreiten.